# Liu Zhenli
Liu Zhenli (in cinese: 劉震理; Qingdao, 26 giugno 1985) è un calciatore cinese, portiere del Qingdao Hainiu.

## Carriera

### Club
Ha giocato nella prima divisione cinese.

### Nazionale
Viene convocato nella nazionale olimpica cinese per disputare i Giochi di Pechino 2008, senza scendere in campo.